# Bourse de Namibie
La Bourse de Maurice (en anglais: Namibian Stock Exchange) (NSX) est une bourse en Namibie basée à Windhoek. Elle a conclu un partenariat avec la Bourse de Johannesburg (JSE) d'Afrique du Sud voisine. La NSX est ouverte uniquement en semaine et se négocie en continu de 9h00 à 17h00 (heure locale), hors jours fériés.
La bourse opère sous licence délivrée par l'organisme de réglementation financière non bancaire namibien (NAMFISA). Elle est réglementée par la loi sur le contrôle des bourses (1985 et 1992).  

## Histoire
La première bourse de Namibie fut fondée à Lüderitz (anciennement Bourse de Lüderitz). Elle ouvrit ses portes au début du XXe siècle, à la suite de la ruée vers les diamants, qui attira des centaines de prospecteurs dans le désert, qui y établirent ensuite des colonies. Quelques années plus tard, l'ancienne bourse ferma ses portes lorsque la ruée vers les diamants prit fin et que les opportunités commerciales disparurent.

### Relancement

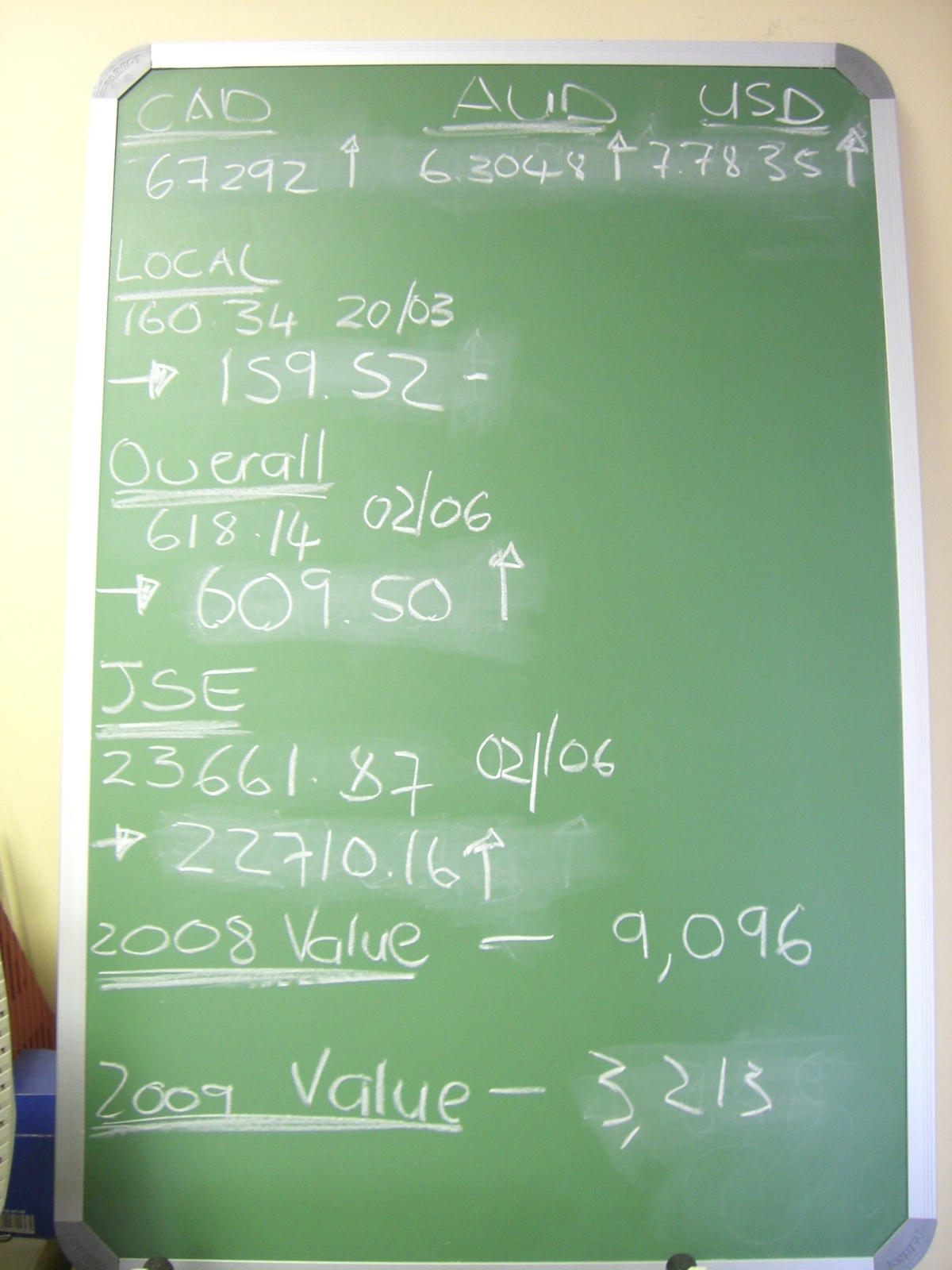
Les valeurs de l'index sont mises à jour avec un tableau noir et une craie (2009)

L'idée d'une deuxième Bourse namibienne est née alors que la population envisageait de bâtir une économie indépendante avant l'indépendance nationale de 1990, après l'occupation sud-africaine. Le gouvernement a donné son feu vert et a apporté un soutien législatif total, tandis que le financement provenait de 36 grandes entreprises namibiennes, représentant l'ensemble des acteurs intéressés par le développement des marchés financiers. Ces dernières sont devenues membres fondateurs en faisant don de 10 000 dollars namibiens chacune pour constituer le capital de démarrage de la bourse pendant les trois premières années. Le lancement officiel, par le ministre des Finances de l'époque, Gert Hanekom, a eu lieu le 30 septembre 1992, et la négociation des actions de Nictus, une société locale déjà cotée à Johannesburg et, ce jour-là, doublement cotée en Namibie, a débuté le lendemain. À cette époque, il n'y avait qu'un seul courtier en valeurs mobilières, qui agissait également comme consultant. Depuis, cinq autres courtiers en valeurs mobilières ont rejoint la NSX et, deux fois par an, la NSX organise des examens pour les nouveaux courtiers en valeurs mobilières.
L'introduction en bourse la plus importante a été enregistrée par Bank Windhoek (en) le 20 juin 2013. Début septembre 2021, l'introduction en bourse de MTC Namibia (en) a été annoncée pour novembre de la même année. Au total, 49 % des actions, soit 367,5 millions d’actions, seront attribuées à des investisseurs privés,. Cela a généré près de 2,6 milliards de dollars namibiens. Il s’agissait de la plus grande introduction en bourse de l’histoire du pays et de la NSX.